# 雅駿介
雅 駿介（みやび しゅんすけ、1994年5月4日 - ）は、日本の男性総合格闘家。元キックボクサー。千葉県市川市出身。CAVE所属。元ムエタイオープンライト級王者。元スック・ワンキントーンライト級王者。元WMC日本ライト級王者。

## 来歴

### キックボクシング・ムエタイ
15歳の時に地元のキックボクシングジムに入会し、キックボクシングを開始。国士舘大学に進学後、キックボクシング部へ入部。学生キックの参戦を機に梅野源治に憧れ、PHOENIXへ入会。アマチュア時代には 2014年10月、KAMINARIMON全日本トーナメント65kg級 優勝。2014年11月、全日本学生キックボクシング連盟ライト級王座を獲得。
2015年3月、WPMF JAPAN × REBELS「SUK WEERASAKRECK FAIRTEX」にてプロデビュー。
2019年2月24日、Muay Thai Open.42ムエタイオープンにて王者：翔・センチャイジムの保持するムエタイオープンライト級王者のベルトへ挑戦。5R判定勝ちして自身プロタイトル初戴冠となるムエタイオープンライト級王者を獲得。
2019年4月14日、「BOM -THE BATTLE OF MUAY THAI SEASON 2－」にて、WMC日本ライト級王座時期挑戦者決定戦で藤野伸哉と対戦。1R 47秒KO勝ちしてWMC日本ライト級王座時期挑戦権を獲得。
2019年6月12日、「SUK WAN KINGTHONG "Go to the Raja"」にて、SUK WAN KINGTHONGライト級王座決定戦で永澤サムエル聖光と対戦。2R肘打ちにてカットを奪うなどし、5R判定勝ちにてSUK WAN KINGTHONGライト級王座を獲得。
2019年8月18日、KNOCK OUTに初参戦。KNOK OUT "K.O CLIMAX 2019 -SUMMER KICK FEVER-"にてREBELS-MUAY THAIライト級王者良太郎と対戦。3R2分35秒肘うちのカットによる流血でTKO勝ち。
2019年10月6日、「REBELS.63 × KNOCK OUT」にて、REBELS-MUAY THAIライト級暫定王座決定戦でスアレック・ルークカムイと対戦し、5R判定負け。当初は王者良太郎の防戦戦でスアレックを挑戦者として迎え入れ行われるはずだったが、8月18日の「"K.O CLIMAX 2019 -SUMMER KICK FEVER-"」にて雅の肘うちにより王者良太郎が眼窩底骨折を負い欠場。良太郎に勝利した雅が、良太郎の代役として出場することとなり暫定王座決定戦と認定された。
2019年12月10日、「BOM2-6 - The Battle Of Muay Thai SeasonⅡ vol.6 -」にて、王者：伊東伴恭の保持するWMC 日本 ライト級タイトルマッチに挑戦。5R判定3-0のフルマークで勝利し、WMC日本ライト級新チャンピオンとなる。
自身3本目となる日本タイトルを獲得。
2020年2月11日、「テレ・マーカー Presents KNOCK OUT CHAMPIONSHIP.1」にて、元ラジャダムナン王者のシラー・Y'ZDと対戦。2R判定2-0で勝利。
2020年4月28日、PHOENIXを離れてキックボクシングを引退し、総合格闘技に転向することを表明した。

### 総合格闘技
2021年2月21日、DEEP20周年、ナンバーシリーズ100回目となるアニバーサリーイベント「skyticket Presents DEEP 100 IMPACT ～20th Anniversary～」にて総合格闘技デビュー。青汁王子こと三崎優太と朝倉未来のYouTube企画「朝倉未来1年チャレンジ」合格者のヒロヤと対戦。総合格闘技デビュー戦ながらムエタイのテクニックを応用した高い適応能力を見せ、2R判定3-0で勝利。
この試合よりキックボクサー時代に所属していたPHOENIXからCAVEへ所属を変更した。

## 戦績

### 総合格闘技
| 総合格闘技 戦績 | 総合格闘技 戦績 | 総合格闘技 戦績 | 総合格闘技 戦績 | 総合格闘技 戦績 | 総合格闘技 戦績 | 総合格闘技 戦績 |
| --------------- | --------------- | --------------- | --------------- | --------------- | --------------- | --------------- |
| 13 試合         | (T)KO           | 一本            | 判定            | その他          | 引き分け        | 無効試合        |
| 9 勝            | 3               | 0               | 6               | 0               | 0               | 1               |
| 4 敗            | 2               | 2               | 0               | 0               | 0               | 1               |

| 勝敗 | 対戦相手           | 試合結果                                   | 大会名                                                           | 開催年月日     |
| ○    | 窪田泰斗           | 2R 1:18 KO（右フック→顔面への踏みつけ）    | DEEP TOKYO IMPACT 2025 3RD ROUND                                 | 2025年5月25日  |
| ○    | 日比野"エビ中"純也 | 1R 0:52 KO（顔面への膝蹴り）               | DEEP 124 IMPACT                                                  | 2025年3月15日  |
| -    | 谷岡祐樹           | 1R 4:39 ノーコンテスト（偶発的なサミング） | DEEP 121 IMPACT                                                  | 2024年9月16日  |
| ×    | 福田龍彌           | 1R 2:59 TKO（パウンド）                    | DEEP 118 IMPACT                                                  | 2024年3月9日   |
| ○    | 窪田泰斗           | 5分2R終了 判定3-0                          | DEEP 116 IMPACT                                                  | 2023年11月11日 |
| ○    | 平松翔             | 5分2R終了 判定3-0                          | DEEP 114 IMPACT                                                  | 2023年7月2日   |
| ○    | 内山拓真           | 5分2R終了 判定3-0                          | DEEP TOKYO IMPACT 2023 1ST ROUND                                 | 2023年3月25日  |
| ×    | 鹿志村仁之介       | 1R 3:19 リアネイキッドチョーク             | DEEP 110 IMPACT                                                  | 2022年11月12日 |
| ○    | 植田雄太           | 1R 1:49 TKO（グラウンドパンチ）            | DEEP HAMAMATSU IMPACT 2022                                       | 2022年9月25日  |
| ○    | 海飛               | 5分2R終了 判定3-0                          | DEEP 108 IMPACT                                                  | 2022年7月10日  |
| ○    | 中本龍平           | 5分3R終了 判定3-0                          | DEEP CAGE IMPACT IN OSAKA 2022                                   | 2022年4月10日  |
| ×    | 風間敏臣           | 1R 3:26 ハンマーロック                     | 石渡伸太郎引退興行 漢塾～継承～ 【バンタム級トーナメント 1回戦】 | 2022年1月23日  |
| ×    | RYUKI              | 1R 2:18 TKO（グラウンドパンチ）            | DEEP 102 IMPACT                                                  | 2021年7月4日   |
| ○    | ヒロヤ             | 5分2R終了 判定3-0                          | DEEP 100 IMPACT ～20th Anniversary～                             | 2021年2月21日  |

### キックボクシング
| キックボクシング 戦績 | キックボクシング 戦績 | キックボクシング 戦績 | キックボクシング 戦績 | キックボクシング 戦績 | キックボクシング 戦績 | キックボクシング 戦績 |
| --------------------- | --------------------- | --------------------- | --------------------- | --------------------- | --------------------- | --------------------- |
| 20 試合               | (T)KO                 | 判定                  | その他                | 引き分け              | 無効試合              |                       |
| 17 勝                 | 7                     | 9                     | 1                     | 0                     | 0                     |                       |
| 3 敗                  | 1                     | 2                     | 0                     | 0                     | 0                     |                       |

| 勝敗 | 対戦相手                   | 試合結果        | 大会名                                                                             | 開催年月日     |
| ○    | シラー・Y'ZD               | 3R 終了判定2-0  | テレ・マーカー Presents KNOCK OUT "CHAMPIONSHIP.1"                                 | 2020年2月11日  |
| ○    | 伊東伴恭                   | 5R 終了判定3-0  | BOM2-6 - The Battle Of Muay Thai SeasonⅡ vol.6 - 【WMC日本ライト級タイトルマッチ】 | 2019年12月8日  |
| ×    | スアレック・ルークカムイ   | 5R 終了判定3-0  | REBELS.63 × KNOCK OUTREBELS-MUAY THAI 【ライト級暫定王座決定戦】                   | 2019年10月6日  |
| ○    | 良太郎                     | 3R 2分35秒 TKO  | KNOCK OUT "K.O CLIMAX 2019 -SUMMER KICK FEVER-"                                    | 2019年8月18日  |
| ○    | 永澤サムエル聖光           | 5R終了 判定3-0  | SUK WAN KINGTHONG "Go to the Raja"SUK WAN KINGTHONG 【ライト級王座決定戦】         | 2019年6月12日  |
| ○    | 藤野伸哉                   | 1R 47秒 KO      | BOM -THE BATTLE OF MUAY THAI SEASON 2-WMC 【日本ライト級王座時期挑戦者決定戦】     | 2019年4月14日  |
| ○    | 翔・センチャイジム         | 5R終了 判定3-0  | Muay Thai Open.42ムエタイオープン 【ライト級タイトルマッチ】                       | 2019年2月24日  |
| ○    | 笠原 淳矢                  | 3R 終了 判定3-0 | MuayThaiOpen.43                                                                    | 2018年11月25日 |
| ×    | シンダム・OZジム           | 3R終了 判定0-3  | SUK WAN KINGTHONG "Go to Raja"                                                     | 2018年8月29日  |
| ○    | 錦和道                     | 3R 1分24秒 KO   | KICK ADDICT‼                                                                       | 2018年5月25日  |
| ○    | 大谷翔司                   | 3R 52秒 KO      | REBELS.54                                                                          | 2018年2月22日  |
| ×    | ハン・ズーハオ             | 3R 1分42秒 KO   | The EM-Legend 24                                                                   | 2017年10月15日 |
| ○    | 良太郎                     | 3R終了 判定2-0  | REBELS.46                                                                          | 2016年10月23日 |
| ○    | 錦和道                     | 3R 22秒 KO      | NO KICK NO LIFE "THE FINAL"                                                        | 2016年6月24日  |
| ○    | 吉田優太                   | 3R終了 判定2-0  | J-KICK 2016 ～ Honor the fighting spirits ～ 2nd                                   | 2016年5月5日   |
| ○    | ポッキー・ラジャサクレック | 3R終了 判定2-0  | 蹴拳30                                                                             | 2016年2月11日  |
| ○    | 藤野伸哉                   | 3R終了 判定3-0  | NO KICK NO LIFE "FIGHT&MUSH" ROUND'2                                               | 2016年11月3日  |
| ○    | 寺内芳彦                   | 2R 3分TKO       | WPMF JAPAN The Battle Of Muaythai IX                                               | 2015年7月19日  |
| ○    | 加藤悟史                   | 不戦勝          | SUK WEERASAKRECK IX                                                                | 2015年6月14日  |
| ○    | 樋口貴俊                   | 1R 2分56秒 KO   | WPMF JAPAN × REBELS SUK WEERASAKRECK FAIRTEX                                       | 2015年3月22日  |

## 獲得タイトル
- 2014年度学生キックライト級王者
- 2014年KAMINARIMON全日本トーナメント 65kg級 優勝
- ムエタイオープンライト級王者
- SUK WANKINGTHONGライト級王者
- WMC日本ライト級王者